# Александровка (Боготольский район)
Александровка — село в Боготольском районе Красноярского края России. Административный центр Александровского сельсовета. Находится примерно в 22 км к юго-западу от районного центра, города Боготол, на высоте 283 метров над уровнем моря.

## Население
| 2010 |
| ---- |
| 459  |

Гендерный состав
По данным Всероссийской переписи населения 2010 года 208 мужчин и 251 женщина из 459 чел.

## Улицы
Уличная сеть села состоит из 2 улиц (ул. Кирова и ул. Советская).